# Leonard Kleinrock
Leonard "Len" Kleinrock (født 13. juni 1934) er en amerikansk datalog. Kleinrock har ydet en række meget væsenlige bidrag inden for computer netværk, specielt til den teoretiske beskrivelse og modellering af netværk. Han spillede endvidere en afgørende rolle for udviklingen af arpanet og internet.

## Uddannelse og ansættelse
Kleinrock tog eksamen fra Bronx High School of Science i 1951, og blev B.E.E. (svarende til akademiingeniør) fra City College of New York i 1957 og
M.S.E.E. (svarende til civilingeniør fra MIT i 1959. 
Han afsluttede sin Ph.D ved MIT i 1963 og blev samme år ansat ved University of California i Los Angeles, UCLA, hvor han stadig er. I perioden 1991-1995 var han institutbestyrer for UCLA's Computer Science Department.

## Forskning
Kleinrock er især kendt for sit betydelige arbejde om køteori, som finder anvendelse inden for en lang række discipliner, og som bl.a. er det matematiske fundament for pakkekoblede netværk – den grundlæggende teknologi som gør internetet muligt. Kleinrocks første udgivelse om dette emne er hans Ph.D. afhandling, afsluttet i 1962, udgivet som bog i 1964. Han udgav senere en lang række standard-værker om køteori og netværk.
Kleinrocks forskning har bevist, at pakkekoblede netværk er muligt, og han demonstrerede med computersimulering (udført på TX-2 i 1962) at teorien lader sig omsætte i praksis. Han har skabt det teoretike grundlag for opbygning af routere, herunder basale routnings protokoller og håndtering af flaskehalse. Hans arbejde med hierarkisk routning, udført med hans daværende studerende Farouk Kamoun i slutningen af 1970'erne har været afgørende for det moderne, verdensomspændende internet.
Han har selv beskrevet sit arbejde således:
"Basically, what I did for my PhD research in 1961–1962 was to establish a mathematical theory of packet networks ..."
Flere af Kleinrocks studerende har ligeledes haft afgørende indflydelse på internettet. Det gælder bl.a. Kamoun, Vint Cerf og Steve Crocker.
Kleinrock har udgivet 6 bøger og mere end 200 videnskabelige artikler, og han har modtaget en lang række priser for sit arbejde, bl.a. LM Ericssons Pris, Marconi Award og  IEEE Internet Award.

## ARPAnet og Internet
KLeinrock var fra starten medlem af ARPAnets Advisory Committee, og han opbyggede ARPAnets Network Measurement Center i 1969. 29. oktober 1969 blev de to første knuder på ARPAnet oprettet, én på Kleinrocks afdeling ved UCLA og én på Douglas Engelbarts afdeling ved SRI, de to første Interface Message Processorer (ARPAnet routere) blev installeret og den første APRPAnet forbindelse blev oprettet mellem de to
. 
Yderligere to knuder, UCSB, og University of Utah blev oprettet, så der 5. december 1969 var fire knuder på netværket. ARPAnet (og dermed internet) var født.
Kleinrock og hans studerende spillede fra starten en afgørende rolle for installationen af de første IMPs, for driften af dem, for udvikling af programmer og protokoller til nettet, osv.
I 1988 var Kleinrock formand for det udvalg der udarbejdede rapporten Toward a National Research Network til den amerikanske kongres. Rapporten fik daværende senator Al Gore til at fremsætte High Performance Computing Act of 1991, den såkaldte Gore Bill, en lov som fik afgørende betydning for internettets udvikling i 1990'erne og udbredelsen af internet uden for universitets- og forskningsverdenen. Et af resultaterne var High-Performance Computing and Communications Initiative, som førte til oprettelse af en række supercomputer-centre i USA og udvikling af software. Det var ved et af disse centre, NCSA, at Marc Andreessen og Eric Bina i 1993 skrev Mosaic web-browseren, et program der er blevet kald internettets killer app.

## Literatur
- Leonard Kleinrock, "Information Flow in Large Communication Nets", Ph.D. afhandling, Massachusetts Institute of Technology, juli 1961

- Leonard Kleinrock, Communication Nets: Stochastic Message Flow and Design (McGraw-Hill, 1964)
- Leonard Kleinrock, Queueing Systems: Volume I – Theory (Wiley Interscience, New York, 1975)
- Leonard Kleinrock, Queueing Systems: Volume II – Computer Applications (Wiley Interscience, New York, 1976)

- Leonard Kleinrock, Farok Kamoun, "Hierarchical Routing for Large Networks, Performance Evaluation and Optimization", Computer Networks, Vol. 1, No. 3, pp. 155–174, januar 1977

## Eksterne links
- Leonard Kleinrocks personlige hjemmeside
- Bibliografi
- Kleinrick webside om internet historie
- Biografi
- Toward a National Research Network Arkiveret 6. januar 2007 hos  Wayback Machine
- High Performance Computing Act of 1991